# Heckler & Koch GMG
Le GMG (Granatmaschinengewehr ou mitrailleuse à grenades) est un lance-grenades automatique développé par Heckler & Koch pour l'armée allemande en 2001. Il est aussi souvent appelé GMW ou GraMaWa (Granatmaschinenwaffe). 

## Détails de conception
Il tire des grenades de 40 mm avec une cadence d'environ 340 coups par minute. Le GMG est alimenté par bande et peut être chargé des deux côtés, ce qui facilite son montage sur la plupart des plates-formes. Avec une variété de viseurs de jour et de nuit disponibles, le GMG peut être utilisé dans la plupart des situations de soutien d'infanterie à moyenne portée (maximum 2 200 m). 
L’arme mesure au total 1,09 m de long et a un canon rayé de 415 mm de longueur ; la boîte à munitions mesure 470 × 160 × 250 mm. L'arme fonctionne sur une base de retour en arrière de la culasse opéré par recul. Il pèse 29 kg ; le trépied pèse 11 kg supplémentaires. 

## Test et fonctionnement
Le HK GMG a été testé dans le désert de Yuma en Arizona en 1997 à des fins de présentation pour de futurs contrats des États-Unis.

## Utilisateurs
- Canada : 304 commandés[2]. Désignée comme arme de suppression à zone étroite C16 (ACTS) et construite sous licence par01 Rheinmetall Defense Canada [3]
- Finlande. Localement connue sous le nom de 40 KRKK 2005[4]
- Allemagne [5]
- Grèce[5]
- Irlande : armée irlandaise [6]
- Lettonie [5]
- Lituanie : Forces armées lituaniennes[7].
- Malaisie : utilisé par Pasukan Khas Laut (PASKAL) de la marine royale malaisienne[8].
- Pays-Bas [9],[10]
- Nouvelle-Zélande [11]
- Norvège [12]
- Pologne : Wojska Specjalne RP[réf. nécessaire].
- Portugal [5]
- Slovénie [13]
- Royaume-Uni : 44 achetés en 2006 pour une utilisation en Afghanistan et en Irak[14]. Désigné comme L134A1.
- United States : utilisé par USSOCOM[14]
- France[15]

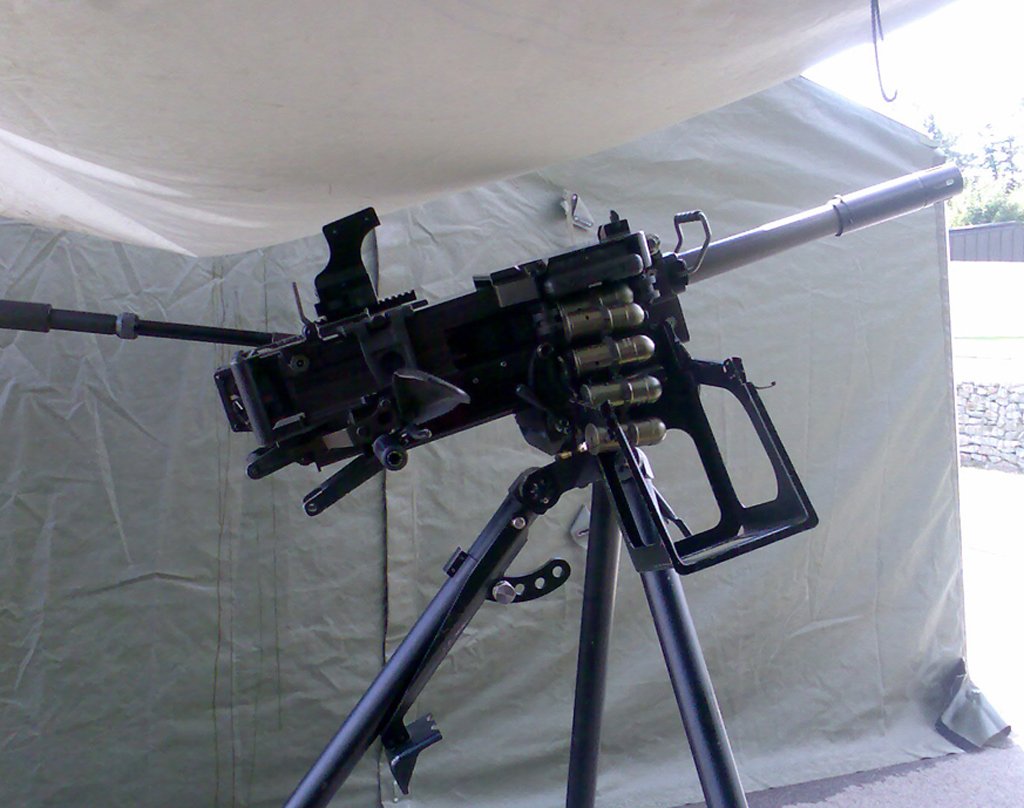
Un autre GMW / GMG de l'armée allemande.
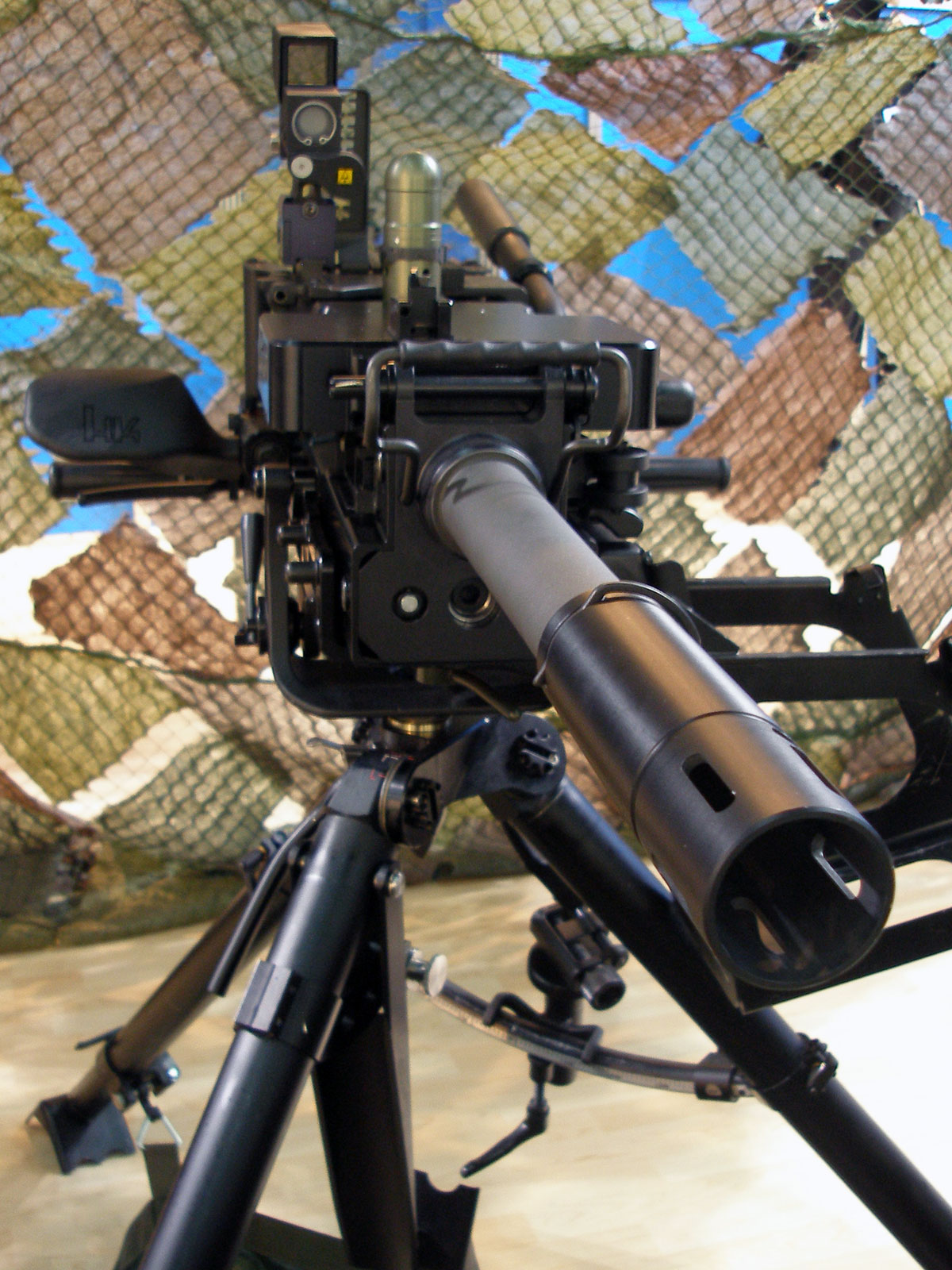
HK GMG en présentation.
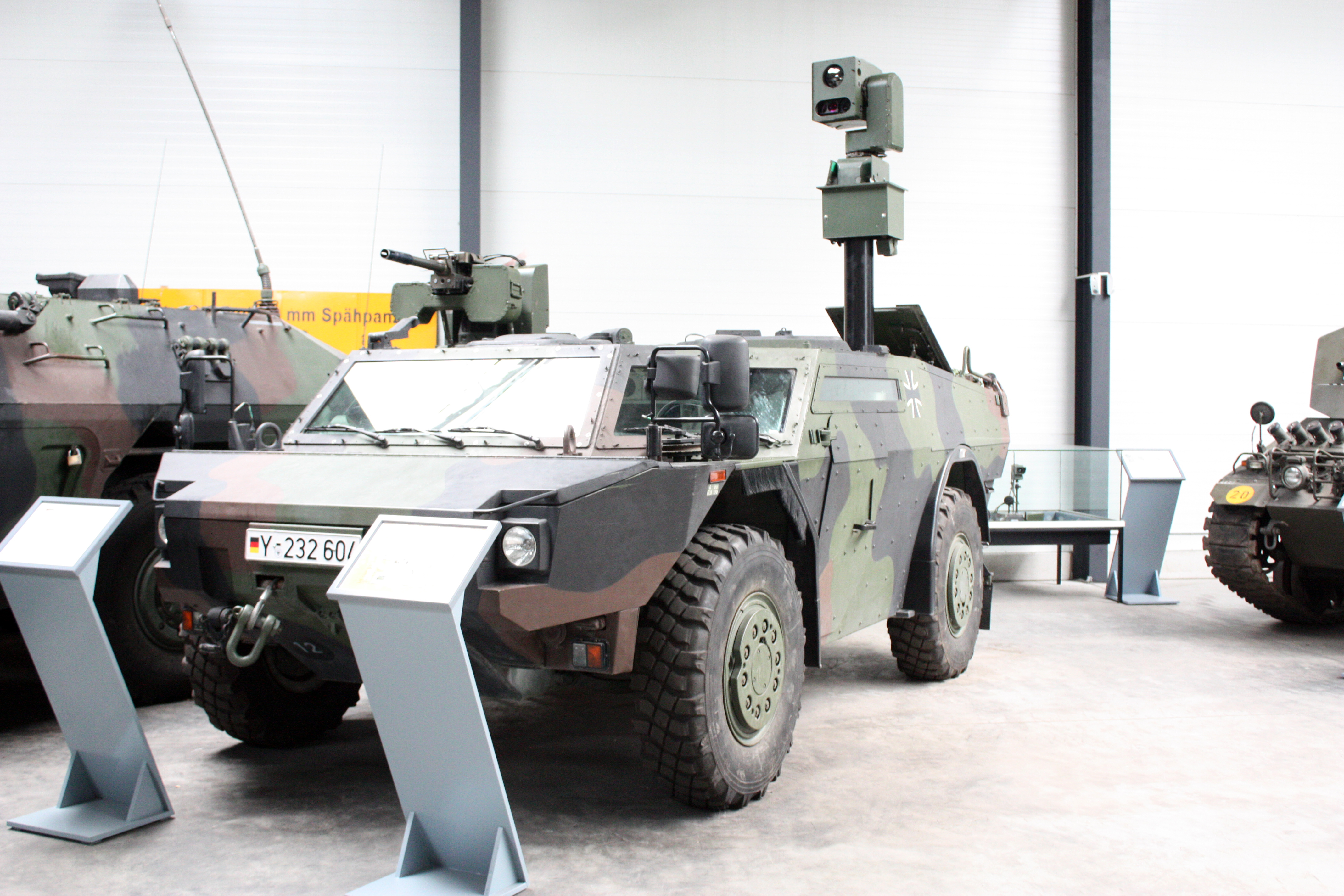
GMG Fennek, véhicule de reconnaissance armée allemande, armée d'un lanceur GMG.
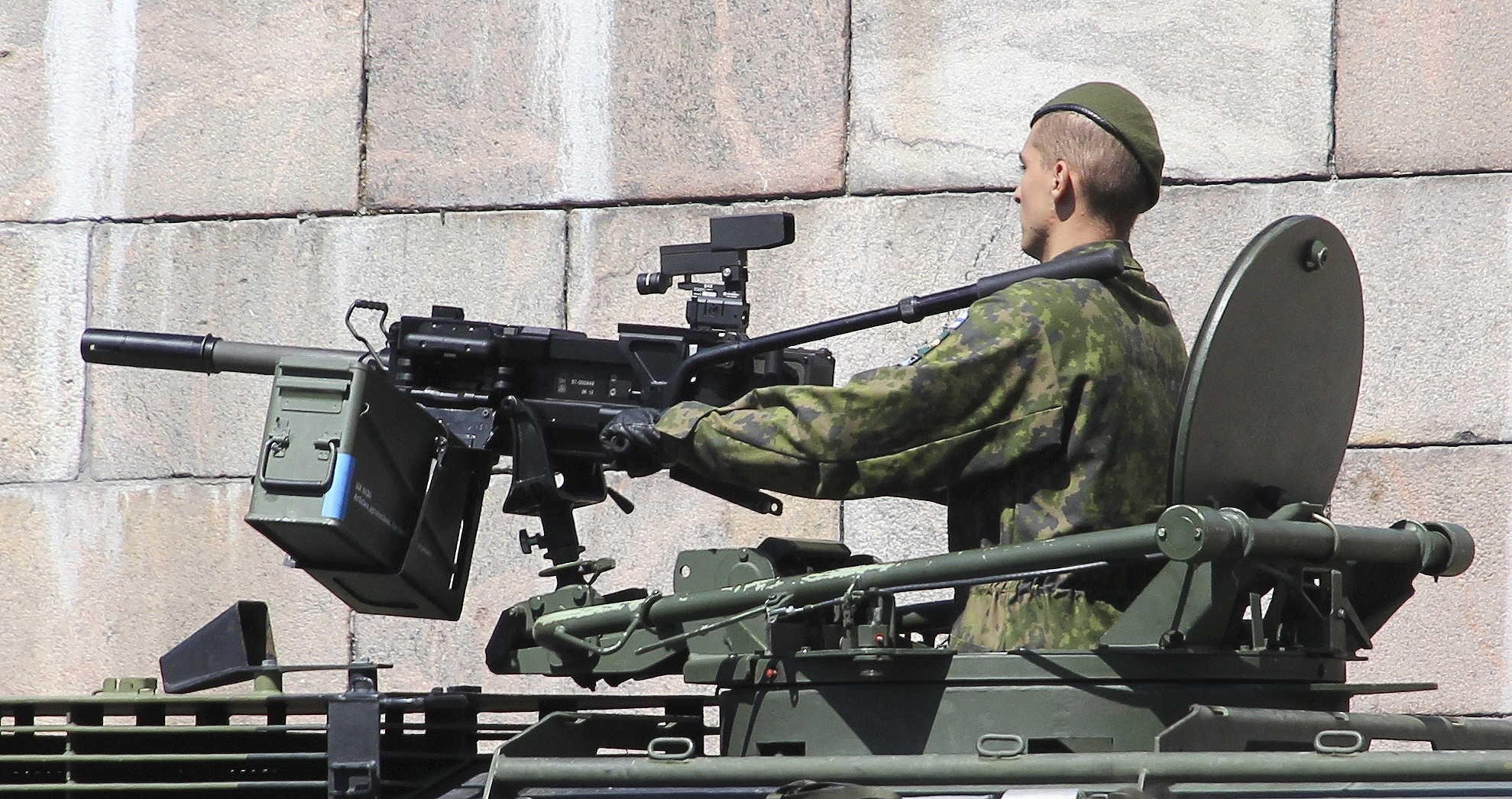
GMG en service en Finlande.
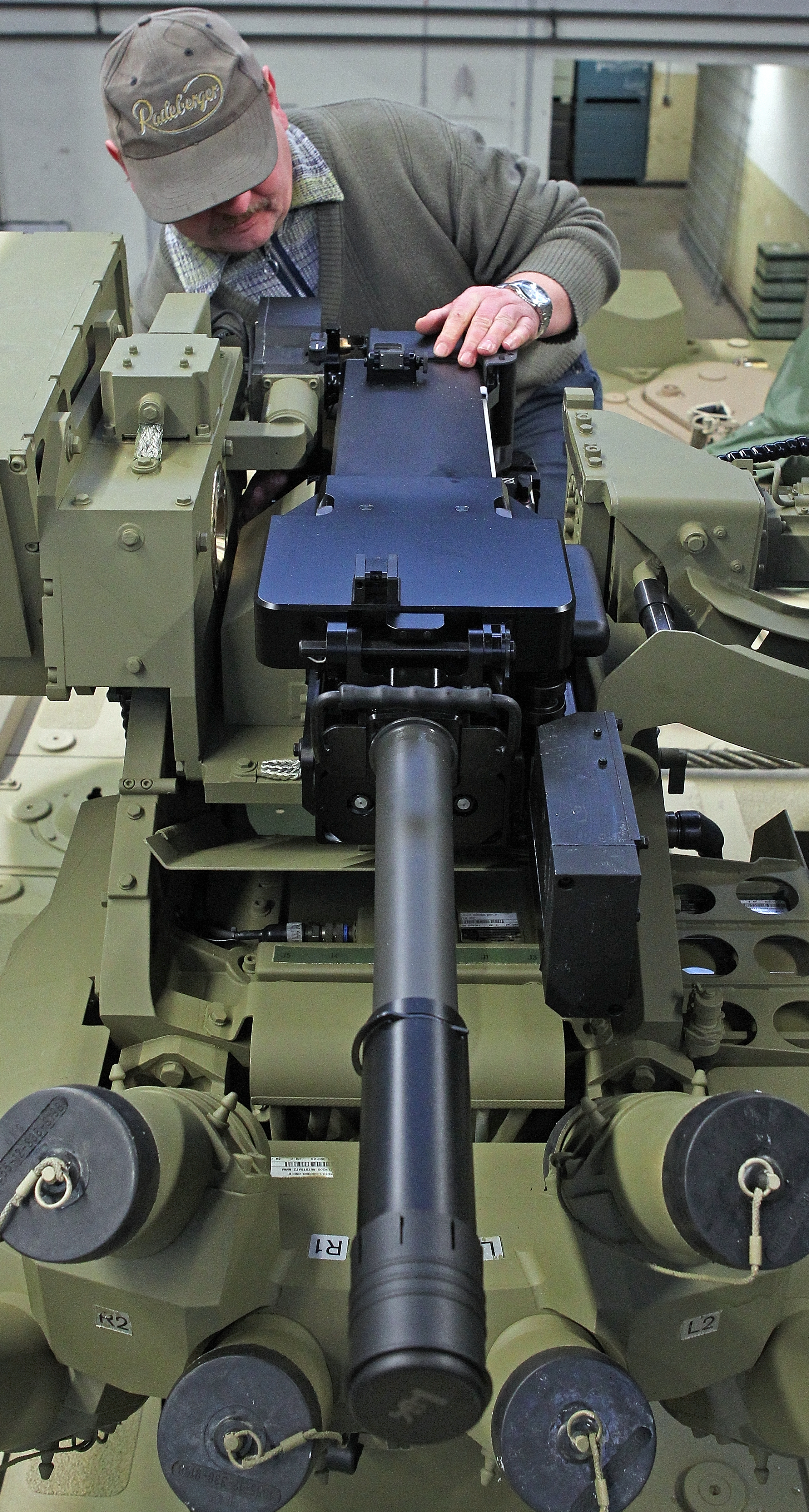
GMG opéré à distance à bord d'un GTK Boxer
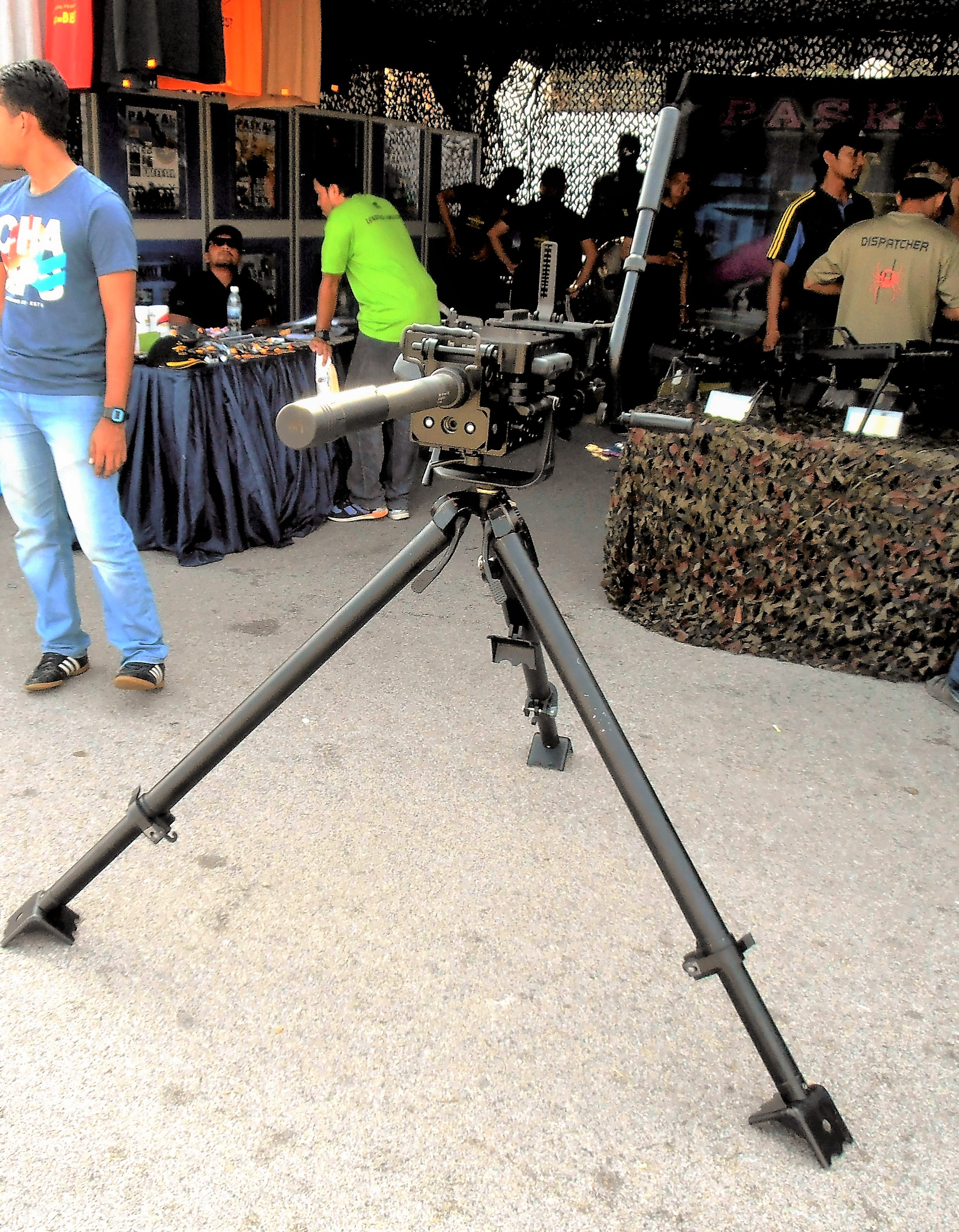
GMW / GMG de la marine royale malaisienne exposé.